# Isioma Daniel
Isioma Nkemdilim Nkiruka Daniel, née en 1981, est une journaliste de presse écrite nigériane, qui en 2002, dans un article citant le prophète de l'islam Mahomet, a déclenché les émeutes de Miss Monde (en). Le gouverneur adjoint du Zamfara, Mamuda Aliyu Shinkafi (en), premier des douze États nigérians du nord à avoir introduit la charia depuis le retour de la démocratie, a proclamé une fatwa contre Isioma Daniel : « Comme pour Salman Rushdie, le sang d'Isioma Daniel peut être versé »,.

## Les émeutes de 2002, au Nigeria
Isioma Daniel étudie le journalisme et la politique, pendant trois ans, à l'université du Lancashire central, où elle est diplômée à l'été 2001,.
Son premier travail est journaliste de presse écrite au quotidien This Day.
En tant que rédactrice de mode, elle rédige, le 16 novembre 2002, un article commentant le concours Miss Monde 2002, qui doit se tenir à Abuja au Nigeria. Le concours est entaché, dès le départ, par des controverses. Une demi-douzaine de participantes annoncent leur boycott du concours en réaction à la condamnation à la lapidation, d'une citoyenne nigériane, Amina Lawal, accusée d'adultère. Isioma Daniel, dans son article prend position et, au sujet des événements naissants dans le pays, elle écrit la phrase suivante : 

« Ils ont également suscité la dissidence de beaucoup de groupes de personnes. Les musulmans ont pensé qu'il était immoral d'amener 92 femmes au Nigeria et leur demander de s'amuser avec vanité. Qu'en penserait Mohammed ? Il aurait sans doute choisi une épouse parmi l'une d'elles. L'ironie est que l'Algérie, un pays islamique, est l'un des pays participant au concours »

.
Selon Isioma Daniel, la phrase a été ajoutée à la dernière minute ; elle pensait que c'était « léger mais interrogateur »  et qu'elle « ne l'avait pas vue comme quelque chose que n'importe qui prendrait au sérieux ou qui causerait autant de bruits ». Cependant ce jugement est rapidement contredit, alors que l'article déclenche des émeutes religieuses violentes, faisant plus de 200 ou 215 morts, 1 000 blessés et 11 000 sans-abris. Les locaux du journal, à Kaduna, sont incendiés malgré les excuses faites et le retrait de l'article de la une,,.
Isioma Daniel démissionne du journal, peu après la parution de l'article. Craignant pour sa sécurité et inquiète du prochain interrogatoire à venir, de la part de la sécurité de l’État, elle quitte le pays pour le Bénin. 
Le 26 novembre 2002, Mamuda Aliyu Shinkafi (en), gouverneur adjoint du Zamfara, proclame sur une radio locale, une fatwa, contre Isioma Daniel, déclarant « Comme pour Salman Rushdie, le sang d'Isioma Daniel peut être versé. C'est une obligation, pour tous les musulmans, de considérer le meurtre de l'écrivain comme un devoir religieux »,,.
Alors que le gouvernement nigérian déclare la fatwa comme inconstitutionnelle, nulle et non avenue, les dirigeants musulmans sont divisés sur sa validité, certains estimant que la rétractation et les excuses postérieures rendent la fatwa inappropriée,. C'est ainsi que Lateef Adegbite (en), secrétaire général du Conseil suprême nigérian des affaires islamiques, ne tarde pas à rejeter la condamnation à mort du fait qu'Isioma Daniel n'est pas musulmane et que le journal avait présenté des excuses publiques.
Isioma Daniel finit par s'exiler en Norvège, soutenue par le comité pour la protection des journalistes et Amnesty International.